# Zábrdí (Osečná)
Zábrdí (německy Sabert) je malá vesnice, část města Osečná v okrese Liberec. Nachází se asi 2,5 kilometru jižně od Osečné, na úpatí Zábrdského kopce (nadmořská výška 494 metrů). Zábrdí leží v katastrálním území Zábrdí u Osečné o rozloze 2,62 km². V katastrálním území Zábrdí u Osečné leží i Vlachové. Na západě Zábrdí pramení říčka Zábrdka a na východ od něj se nachází národní přírodní památka Čertova zeď.

## Historie
První písemná zmínka o vesnici pochází z roku 1556.

## Pamětihodnosti
- Hřbitov s kaplí u silnice na Osečnou
- Barokní kaple
- Kříž z roku 1830
- Pomník obětem první světové války